# 萨克拉门托轻轨

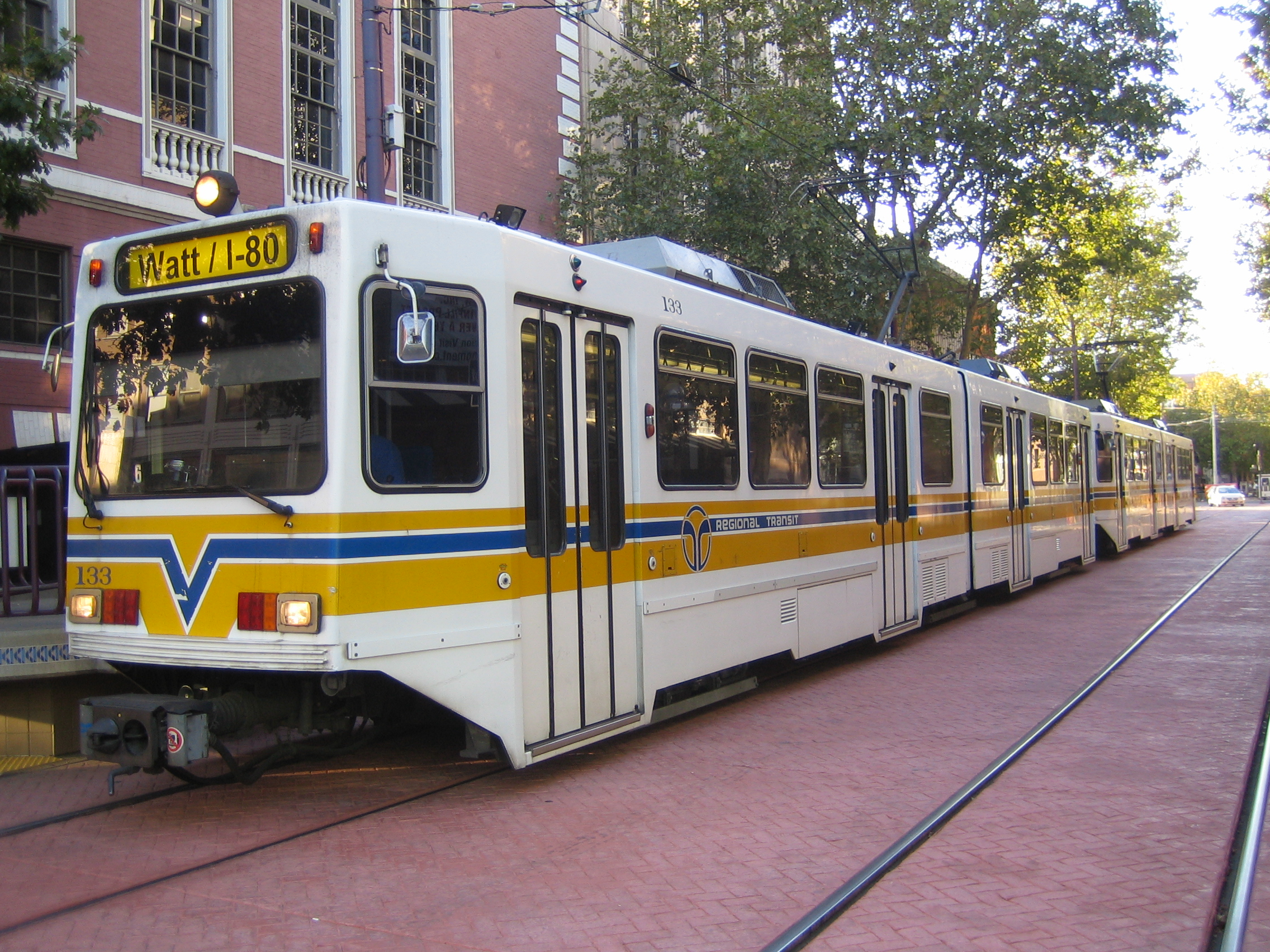
萨克拉门托轻轨

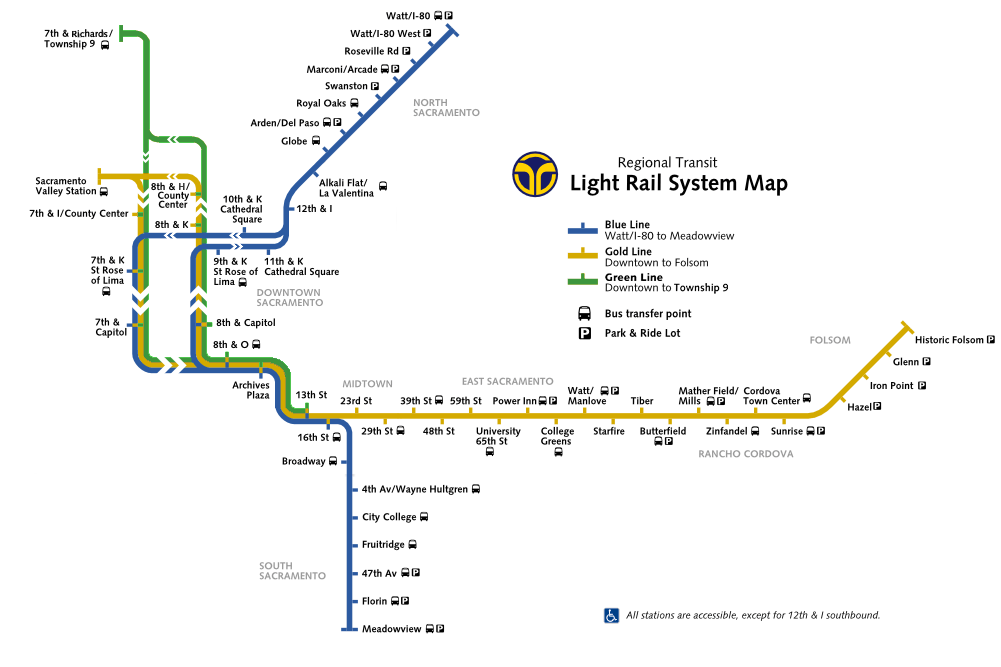
轻轨系统地图

萨克拉门托轻轨（英語：Sacramento RT Light Rail），全称是萨克拉门托地区运输局轻轨（Sacramento Regional Transit Light Rail） ，是在美国加利福利亚州萨克拉门托地区由萨克拉门托地区运输局运营的一个轻轨系统。该系统有三条线路，48个车站，总长38.6英里（62.12） ，日客流量5万人。

## 线路
该系统有三条线路，蓝线、金线、以及绿线。三条线路到了市区共享同一段主干线路。绿线只在工作日运营。金线的北端终点可以去火车站搭乘美国国铁的火车。